# Andrzej Majewski
Andrzej Majewski (Breslavia, 12 de noviembre de 1966) es un aforista, escritor, fotógrafo, director y guionista polaco.

## Biografía
Egresado de la Academia de Economía de Breslavia.  Realizó estudios de doctorado en la Facultad de Derecho en la Universidad de Breslavia. Sus aforismos se publicaron en antologías de aforística polaca e internacionales, traducidos a inglés, alemán, hebreo, serbio, italiano, ruso, griego, rumano, catalán, checo, coreano y turco entre otros. Fundador de la Fundación Sapere Aude Polska. Presidente de la Comunidad Ecológica de Nasz Wrocław, activista social, organizador de eventos y concursos en pro del desarrollo de la juventud. Miembro de la asociación Mensa. Además, fue autor de algunos artículos científicos sobre ciencias jurídicas y populares sobre cuestiones económicas y sociales. En 1998 obtuvo el segundo lugar en el campeonato de rally de los clubes de automóviles polacos.

## Premios y reconocimientos
- Ganador del concurso aforista. H. Steinhaus (1995)
- Destacado en la competencia S. J. Leca (2000)
- Honrado por la serie de fotografías "Efemeryczność Wieczności" (Eternidad efímera) en el Concurso Internacional de Fotografía en Seúl, Corea (2007)
- Galardonado con el distintivo honorario de mérito para la cultura polaca por el Ministro de Cultura y Patrimonio Nacional (2008)
- Otorgado en la competencia literaria internacional Naji Naaman’s Literary Prizes (2012), un premio por Valores Humanísticos de la Creatividad.[1]
- Ganador del premio “Torino in Santesi” en el concurso internacional de aforística “Premio Internazionale per l'Aforisma” realizado en Italia  (2012).[2]
- Ganador del Premio a la Excelencia de la Sátira (2019), otorgado por la Asociación de Escritores Serbios.[3]

## Obras literarias y poéticas
- Aforyzmy i sentencje które potrząsną światem albo i nie..., texto: Andrzej Majewski, ilustraciones: Arkadiusz Bagiński, prólogo: Jan Miodek, Varsovia 1999, editorial: „Książka i Wiedza”, ISBN 83-05-13036-3
- Aforyzmy czyli Za przeproszeniem Magnum in parvo, texto: Andrzej Majewski, ilustraciones: Arkadiusz Bagiński, prólogo: Jan Miodek, Varsovia 2000, editorial: „Książka i Wiedza”, ISBN 83-05-13104-1
- Adam niestrudzony wędrowiec: baśń, texto: Andrzej Majewski, ilustraciones: Marcin Giejson, reseñas: Jan Miodek y Stanisław Srokowski, Varsovia 2002, editorial: „Wydawnictwo Salezjańskie”, ISBN 83-7201-127-3
- 102 rady dla dzieci mądrych, grzecznych i krnąbrnych, Breslavia 2003
- Aforyzmy na wszystkie okazje , texto: Andrzej Majewski, introducción: Jan Miodek, Varsovia 2007, editorial: „Klub dla Ciebie - Bauer-Weltbild Media”, cop., ISBN 978-83-7404-673-2
- Andrzej Majewski. Breslau, Aphorismus, selección: Janeka Ane Madisyn, Berlín 2012, editorial: ”Plicpress”, ISBN 978-6137835777
- Aphorisms - quotations about: life, art, woman&man, politics and money, autor: Andrzej Majewski, SAF 2015, ASIN: B011SEIJQ8, ISBN 978-83-914029-2-4

## Trabajos fotográficos
- Taniec Słońca w Deszczu (2000)
- Ty i ja: myśli współczesne dla moich polskich przyjaciół, texto: Annelies Langner, traducción: Ewa Jakubek, prólogo: Jan Miodek, fotografía en blanco y negro: Andrzej Majewski, Breslavia 2006, editorial:  Muzeum Miejskie i Sapere Aude Foundation, ISBN 83-89551-15-2
- Efemeryczność Wieczności - Stary Cmentarz Żydowski we Wrocławiu, fotografias: Andrzej Majewski, texto: Maciej Łagiewski, traducción: Rina Benari, Ewa Jakubek, Maciej Koło, texto en paralelo polaco, inglés, alemán, hebreo. Breslavia 2005. publicado por la Fundación Sapere Aude y el Museo de la Ciudad de Breslavia, ISBN 83-89551-21-7

## Exposiciones fotográficas más representativas
- Efemeryczność Wieczności (Breslavia - Museo de la ciudad 2004)[4]
- Efemeryczność Wieczności (Varsovia - El Museo Capital de Varsovia 2005)[5]
- Efemeryczność Wieczności (Seúl, Korea 2007) – Las fotografías recibieron distinción en el Concurso Internacional de Fotografía 2007

## Producción de películas
- Klub Radzika, serie (2006/2007) guion, dirección, tema musical
- Ekonomia na co dzień, series educativas (2007), guion
- Ekonomia w szkole, series educativas (2007), guion
- The World in Words, cortometraje (2019), guion y dirección
- The World in Words, serie (2019) guion y dirección
- Dr. Pepper Academy (2020) música, guion, dirección